# Clinton Njie
Pour les articles homonymes, voir Njie.
Clinton Njie, né le 15 août 1993 à Buéa (Cameroun), est un footballeur international camerounais qui évolue au poste d'attaquant.

## Biographie

### Enfance
Né à Buéa, dans la région du Sud-Ouest du Cameroun, Clinton Njie a commencé à frapper ses premiers ballons à l'âge de 5 ans. À 13 ans, il a été repéré parmi 80 autres jeunes pour aller jouer aux Brasseries du Cameroun. Repéré par Patrice Girard, le scout de l’Olympique lyonnais en Afrique, Njie est arrivé à Lyon en 2011 sur les conseils de Jean-Flaubert Nono, le frère de l’ex-défenseur lyonnais Jean-Jacques Nono, manager de l’école de football des Brasseries du Cameroun, à Douala. Pour lui, "C’était un challenge de venir en France. Depuis tout petit, je voulais devenir footballeur…" A son arrivée au club, Njie a passé plusieurs mois difficiles au centre de formation de l’OL, où la barrière de la langue a longtemps gêné ce grand timide. Son agent est l'ancien footballeur béninois Laurent D'Jaffo.

### Débuts professionnels à l'Olympique lyonnais (2011-2015)
Clinton Njie débarque à Lyon en août 2011. Il intègre l'équipe U19 du club et rapidement l'équipe 2 qui évolue en CFA et forme avec Nabil Fekir et Anthony Martial le trio offensif de cette équipe. Il fait ses premiers pas chez les professionnels en Ligue 1, le 28 novembre 2012, lors d'un match face à Reims à Gerland. Le 29 mai 2013, il signe son premier contrat professionnel en faveur de l'Olympique lyonnais. Il est remplaçant lors de la finale de la Coupe de la Ligue perdue face au PSG et ne rentre pas en jeu.
Le 7 août 2014, il marque son premier but en professionnel contre le FK Mlada Boleslav pour une victoire 2-1 lors match retour du troisième tour préliminaire de la Ligue Europa. Le 10 août 2014, il provoque un penalty contre Rennes qui sera transformé par Alexandre Lacazette lors d'une victoire 2-0. Le 24 septembre 2014, il marque son premier but en Ligue 1 contre Lorient pour une victoire 4-0, le jour même ou il prolonge son contrat de trois ans à l'Olympique lyonnais jusqu'en 2019. Très décrié en début de saison, il termine malgré tout sa première saison en tant que titulaire avec un total de 7 buts et 7 passes décisives grâce à de bonnes prestations en 2015 et s'affirme comme étant le troisième élément du trio offensif lyonnais avec Lacazette et Fekir.
Le 15 août 2015, il paraphe un contrat de cinq ans en faveur de Tottenham pour un montant total de 17 millions d'euros (14M + 3 de bonus).

### Passage par Tottenham Hotspur (2015-2016)
Il dispute son premier match avec Tottenham le 17 septembre 2015, en entrant en cours de match de Ligue Europa contre Qarabağ. Durant la septième journée de championnat, il offre une passe décisive à Erik Lamela pour une victoire quatre buts à un contre Manchester City. Pour sa première demi-saison en Angleterre, il prend part à quatorze rencontres dont huit de championnat. Le club termine à la troisième place de Premier League. Non utilisé et n'entrant pas dans les plans de l'entraîneur, il est prêté après seulement un an au club.

### Prêt puis transfert à l'Olympique de Marseille (2016-2019)
Le 31 août 2016, il est prêté avec option d'achat par le club londonien de Tottenham à l'Olympique de Marseille. Il joue son premier match sous ses nouvelles couleurs en entrant en jeu contre l'OGC Nice quelques jours plus tard. Le dimanche 25 septembre 2016, face au FC Nantes, Clinton Njie inscrit son premier but sous le maillot de l'Olympique de Marseille au Stade Vélodrome.
Le transfert définitif est officialisé le 16 juillet 2017 par le club de Tottenham, pour un montant estimé à 7 millions d'euros.
À l'été 2018, il est proche de rejoindre le Sporting CP en prêt. Le transfert est finalement annulé au dernier moment, le joueur ayant échoué à la visite médicale.

### Dynamo Moscou (2019-2022)
En juillet 2019, il signe un contrat de quatre ans en faveur du Dynamo Moscou. Son transfert est estimé à 5,5 M€.
Il marque son premier but lors du derby contre le CSKA Moscou à la 85ème minute. Le Dynamo l’emportera 1-0.

### Sivasspor (depuis 2022)
Il rejoindra Sivasspor en provenance du Dynamo Moscou en tant qu'agent libre. Lors de sa première saison il disputera 41 matchs pour 3 buts et 2 passes décisives.

### Carrière en sélection
Clinton Njie est convoqué pour la première fois avec les Lions Indomptables le 24 août 2014 par Volker Fincke afin de disputer les éliminatoires de la CAN 2015. Il marque son premier but contre la République démocratique du Congo puis un doublé face à la Côte d'Ivoire ce qui lui fait un premier bilan de trois buts en deux matches,.
Fin décembre 2014, il est convoqué par le sélectionneur Volker Finke afin de disputer la Coupe d'Afrique des nations 2015 avec son coéquipier Henri Bedimo. La sélection termine dernière du groupe.
Il fait partie de la liste pour participer à la Coupe d'Afrique des nations 2017. Il est titulaire lors des deux premières rencontres de groupe dont la sélection termine second. Il reste sur le banc lors des autres rencontres et voit sa sélection éliminer tour à tour le Sénégal et le Ghana avant d'être champion d'Afrique en battant l'Égypte en finale. Deux ans plus tard, il figure dans la liste des joueurs convoqués pour participer à la Coupe d'Afrique des nations 2019 en Égypte. 
Lors de la Coupe d'Afrique des nations 2021 jouée en janvier 2022 à domicile au Cameroun, il fera partie du groupe convoqué pour la compétition. En demi-finale il manquera totalement son tir au but contre l'Égypte et le Cameroun sera éliminé dans la foulée. Il ne sera plus sélectionné par le manager Rigobert Song pendant une bonne période et manquera le mondial 2022 au Qatar.
Sa bonne pré saison et son début d'exercice 2023/2024 avec le Sivasspor lui permettront de réintégrer la sélection nationale, notamment pour la dernière journée des qualifications pour la CAN 2023 (Contre le Burundi) qui se jouera en 2024 en Côte d'Ivoire. Le 28 décembre 2023, il est retenu dans la liste des vingt-sept joueurs camerounais sélectionnés pour disputer la Coupe d'Afrique des nations 2023.

## Statistiques
| Saison                | Club                          | Championnat           | Championnat | Championnat | Championnat | Coupe nationale | Coupe nationale | Coupe nationale | Coupe de la Ligue | Coupe de la Ligue | Coupe de la Ligue | Supercoupe | Supercoupe | Supercoupe | Compétition(s) continentale(s) | Compétition(s) continentale(s) | Compétition(s) continentale(s) | Compétition(s) continentale(s) | Cameroun | Cameroun | Cameroun | Total | Total | Total |
| Saison                | Club                          | Division              | M.          | B.          | P.d.        | M.              | B.              | P.d.            | M.                | B.                | P.d.              | M.         | B.         | P.d.       | Comp.                          | M.                             | B.                             | P.d.                           | M.       | B.       | P.d.     | M.    | B.    | P.d.  |
| 2012-2013             | Olympique lyonnais            | Ligue 1               | 4           | 0           | 0           | -               | -               | -               | -                 | -                 | -                 | -          | -          | -          | -                              | -                              | -                              | -                              | -        | -        | -        | 4     | 0     | 0     |
| 2013-2014             | Olympique lyonnais            | Ligue 1               | 3           | 0           | 0           | -               | -               | -               | -                 | -                 | -                 | -          | -          | -          | C3                             | 3                              | 0                              | 0                              | -        | -        | -        | 6     | 0     | 0     |
| 2014-2015             | Olympique lyonnais            | Ligue 1               | 30          | 7           | 7           | 1               | 0               | 0               | -                 | -                 | -                 | -          | -          | -          | C3                             | 2                              | 1                              | 0                              | 11       | 6        | 1        | 44    | 14    | 8     |
| Sous-total            | Sous-total                    | Sous-total            | 37          | 7           | 7           | 1               | 0               | 0               | -                 | -                 | -                 | -          | -          | -          | -                              | 5                              | 1                              | 0                              | 11       | 6        | 1        | 54    | 14    | 8     |
| 2015-2016             | Tottenham Hotspur             | Premier League        | 8           | 0           | 1           | -               | -               | -               | 1                 | 0                 | 0                 | -          | -          | -          | C3                             | 5                              | 0                              | 0                              | 4        | 0        | 0        | 18    | 0     | 1     |
| Sous-total            | Sous-total                    | Sous-total            | 8           | 0           | 1           | -               | -               | -               | 1                 | 0                 | 0                 | -          | -          | -          | -                              | 5                              | 0                              | 0                              | 4        | 0        | 0        | 18    | 0     | 1     |
| 2016-2017             | Olympique de Marseille (prêt) | Ligue 1               | 22          | 4           | 1           | 1               | 0               | 0               | -                 | -                 | -                 | -          | -          | -          | -                              | -                              | -                              | -                              | 5        | 0        | 0        | 28    | 4     | 1     |
| 2017-2018             | Olympique de Marseille        | Ligue 1               | 22          | 7           | 3           | 3               | 1               | 1               | 1                 | 0                 | 2                 | -          | -          | -          | C3                             | 13                             | 1                              | 0                              | 4        | 1        | 0        | 43    | 10    | 6     |
| 2018-2019             | Olympique de Marseille        | Ligue 1               | 17          | 3           | 2           | -               | -               | -               | 1                 | 0                 | 0                 | -          | -          | -          | C3                             | 3                              | 0                              | 0                              | 8        | 2        | 0        | 29    | 5     | 2     |
| Sous-total            | Sous-total                    | Sous-total            | 61          | 14          | 6           | 4               | 1               | 1               | 2                 | 0                 | 2                 | -          | -          | -          | -                              | 16                             | 1                              | 0                              | 17       | 3        | 0        | 100   | 19    | 9     |
| 2019-2020             | Dynamo Moscou                 | Premier-Liga          | 19          | 1           | 1           | -               | -               | -               | -                 | -                 | -                 | -          | -          | -          | -                              | -                              | -                              | -                              | -        | -        | -        | 19    | 1     | 1     |
| 2020-2021             | Dynamo Moscou                 | Premier-Liga          | 23          | 4           | 0           | 1               | 0               | 0               | -                 | -                 | -                 | -          | -          | -          | C3                             | 1                              | 0                              | 0                              | 4        | 1        | 0        | 29    | 5     | 0     |
| 2021-2022             | Dynamo Moscou                 | Premier-Liga          | 19          | 1           | 1           | 3               | 0               | 2               | -                 | -                 | -                 | -          | -          | -          | -                              | -                              | -                              | -                              | 6        | 0        | 0        | 28    | 1     | 3     |
| Sous-total            | Sous-total                    | Sous-total            | 61          | 6           | 2           | 4               | 0               | 2               | 0                 | 0                 | 0                 | 0          | 0          | 0          | -                              | 1                              | 0                              | 0                              | 10       | 1        | 0        | 76    | 7     | 4     |
| 2022-2023             | Sivasspor                     | Süper Lig             | 29          | 2           | 1           | 3               | 1               | 0               | -                 | -                 | -                 | -          | -          | -          | C3+C4                          | 2+7                            | 0+0                            | 0+1                            | -        | -        | -        | 41    | 3     | 2     |
| 2023-2024             | Sivasspor                     | Süper Lig             | 28          | 2           | 2           | 3               | 0               | 0               | -                 | -                 | -                 | -          | -          | -          | -                              | -                              | -                              | -                              | 2        | 0        | 0        | 33    | 2     | 2     |
| Sous-total            | Sous-total                    | Sous-total            | 57          | 4           | 3           | 6               | 1               | 0               | 0                 | 0                 | 0                 | 0          | 0          | 0          | -                              | 9                              | 0                              | 1                              | 2        | 0        | 0        | 74    | 5     | 4     |
| 2024-2025             | Rapid Bucarest                | Liga I                | 10          | 1           | 0           | 2               | 1               | 0               | -                 | -                 | -                 | -          | -          | -          | -                              | -                              | -                              | -                              | -        | -        | -        | 12    | 2     | 0     |
| Sous-total            | Sous-total                    | Sous-total            | 10          | 1           | 0           | 2               | 1               | 0               | -                 | -                 | -                 | -          | -          | -          | -                              | -                              | -                              | -                              | -        | -        | -        | 12    | 2     | 0     |
| Total sur la carrière | Total sur la carrière         | Total sur la carrière | 234         | 32          | 19          | 17              | 3               | 3               | 3                 | 0                 | 2                 | -          | -          | -          | -                              | 36                             | 2                              | 1                              | 44       | 10       | 1        | 334   | 47    | 26    |

### Liste des matches internationaux
| Matches internationaux de Clinton Njie | Matches internationaux de Clinton Njie | Matches internationaux de Clinton Njie                | Matches internationaux de Clinton Njie | Matches internationaux de Clinton Njie | Matches internationaux de Clinton Njie | Matches internationaux de Clinton Njie                                      |
|                                        | Date                                   | Lieu                                                  | Adversaire                             | Résultat                               | Compétition                            | Notes                                                                       |
| -------------------------------------- | -------------------------------------- | ----------------------------------------------------- | -------------------------------------- | -------------------------------------- | -------------------------------------- | --------------------------------------------------------------------------- |
| 1.                                     | 6 septembre 2014                       | Stade Tout Puissant Mazembe, Lubumbashi, RD Congo     | RD Congo                               | 0 - 2                                  | Qualification CAN 2015                 | Titulaire.                                                                  |
| 2.                                     | 10 septembre 2014                      | Stade Ahmadou-Ahidjo, Yaoundé, Cameroun               | Côte d'Ivoire                          | 4 - 1                                  | Qualification CAN 2015                 | Titulaire et remplacé par Edgar Salli à la 83e minute de jeu.               |
| 3.                                     | 11 octobre 2014                        | Stade Ahmadou-Ahidjo, Yaoundé, Cameroun               | Sierra Leone                           | 0 - 0                                  | Qualification CAN 2015                 | Titulaire.                                                                  |
| 4.                                     | 15 octobre 2014                        | Stade Ahmadou-Ahidjo, Yaoundé, Cameroun               | Sierra Leone                           | 2 - 0                                  | Qualification CAN 2015                 | Titulaire et remplacé par Edgar Salli à la 68e minute de jeu.               |
| 5.                                     | 15 novembre 2014                       | Stade Ahmadou-Ahidjo, Yaoundé, Cameroun               | RD Congo                               | 1 - 0                                  | Qualification CAN 2015                 | Titulaire et remplacé par Benjamin Moukandjo à la 80e minute de jeu.        |
| 6.                                     | 19 novembre 2014                       | Stade Félix-Houphouët-Boigny, Abidjan, Côte d'Ivoire  | Côte d'Ivoire                          | 0 - 0                                  | Qualification CAN 2015                 | Titulaire et remplacé par Franck Etoundi à la 66e minute de jeu.            |
| 7.                                     | 10 janvier 2015                        | Stade d'Angondjé, Libreville, Gabon                   | Afrique du Sud                         | 1 - 1                                  | Match amical                           | Titulaire.                                                                  |
| 8.                                     | 28 janvier 2015                        | Nuevo Estadio, Malabo, Guinée équatoriale             | Côte d'Ivoire                          | 0 - 1                                  | CAN 2015                               | Entre en jeu à la place de Benjamin Moukandjo à la 67e minute de jeu.       |
| 9.                                     | 30 mars 2015                           | SCG Stadium, Pak Kret, Thaïlande                      | Thaïlande                              | 2 - 3                                  | Match amical                           | Titulaire et remplacé par Christian Zock à la 91e minute de jeu.            |
| 10.                                    | 6 juin 2015                            | Stade olympique Yves-du-Manoir, Colombes, France      | Burkina Faso                           | 2 - 3                                  | Match amical                           | Entre en jeu à la place de Franck Ribéry à la 62e minute de jeu.            |
| 11.                                    | 6 juin 2015                            | Stade Ahmadou-Ahidjo, Yaoundé, Cameroun               | Mauritanie                             | 1 - 0                                  | Qualification CAN 2017                 | Titulaire et remplacé par Dani Ndi à la 78e minute de jeu.                  |
| 12.                                    | 11 octobre 2015                        | Stade Edmond Machtens, Molenbeek-Saint-Jean, Belgique | Nigeria                                | 3 - 0                                  | Match amical                           | Titulaire.                                                                  |
| 13.                                    | 13 novembre 2015                       | Stade Général-Seyni-Kountché, Niamey, Niger           | Niger                                  | 0 - 3                                  | Qualification mondial 2018             | Titulaire et remplacé par Aboubakar Oumarou à la 64e minute de jeu.         |
| 14.                                    | 17 novembre 2015                       | Stade Ahmadou-Ahidjo, Yaoundé, Cameroun               | Niger                                  | 0 - 0                                  | Qualification mondial 2018             | Titulaire et remplacé par Léonard Kweuke à la 69e minute de jeu.            |
| 15.                                    | 30 mai 2016                            | Stade de la Beaujoire, Nantes, France                 | France                                 | 3 - 2                                  | Match amical                           | Entre en jeu à la place de Georges Mandjeck à la 70e minute de jeu.         |
| 16.                                    | 12 novembre 2016                       | Stade de Limbé, Limbé, Cameroun                       | Zambie                                 | 1 - 1                                  | Qualification mondial 2018             | Titulaire.                                                                  |
| 17.                                    | 5 janvier 2017                         | Stade Ahmadou-Ahidjo, Yaoundé, Cameroun               | RD Congo                               | 2 - 0                                  | Match amical                           | Titulaire.                                                                  |
| 18.                                    | 10 janvier 2017                        | Stade Ahmadou-Ahidjo, Yaoundé, Cameroun               | Zimbabwe                               | 1 - 1                                  | Match amical                           | Entre en jeu à la place de Karl Toko-Ekambi à la 63e minute de jeu.         |
| 19.                                    | 14 janvier 2017                        | Stade d'Angondjé, Libreville, Gabon                   | Burkina Faso                           | 1 - 1                                  | CAN 2017                               | Titulaire et remplacé par Edgar Salli à la 77e minute de jeu.               |
| 20.                                    | 18 janvier 2017                        | Stade d'Angondjé, Libreville, Gabon                   | Guinée-Bissau                          | 2 - 1                                  | CAN 2017                               | Titulaire et remplacé par Karl Toko-Ekambi à la 46e minute de jeu.          |
| 21.                                    | 7 octobre 2017                         | Stade Ahmadou-Ahidjo, Yaoundé, Cameroun               | Algérie                                | 2 - 0                                  | Qualification mondial 2018             | Titulaire et remplacé par Frantz Pangop à la 87e minute de jeu.             |
| 22.                                    | 11 novembre 2017                       | Stade Levy Mwanawasa, Ndola, Zambie                   | Zambie                                 | 2 - 2                                  | Qualification mondial 2018             | Titulaire et remplacé par Fabrice Olinga à la 67e minute de jeu.            |
| 23.                                    | 25 mars 2018                           | Jaber Al-Ahmad International Stadium, Ardiya, Koweït  | Koweït                                 | 1 - 3                                  | Match amical                           | Entre en jeu à la place de Georges Mandjeck à la 67e minute de jeu.         |
| 24.                                    | 27 mai 2018                            | Stade Pierre-Brisson, Beauvais, France                | Burkina Faso                           | 0 - 1                                  | Match amical                           | Entre en jeu à la place de Stéphane Bahoken à la 69e minute de jeu.         |
| 25.                                    | 16 novembre 2018                       | Stade Mohammed-V, Casablanca, Maroc                   | Maroc                                  | 2 - 0                                  | Qualification CAN 2019                 | Entre en jeu à la place de Georges Mandjeck à la 67e minute de jeu.         |
| 26.                                    | 20 novembre 2018                       | Stadium MK, Milton Keynes, Angleterre                 | Brésil                                 | 1 - 0                                  | Match amical                           | Entre en jeu à la place de Eric Maxim Choupo-Moting à la 65e minute de jeu. |
| 27.                                    | 23 mars 2019                           | Stade Ahmadou-Ahidjo, Yaoundé, Cameroun               | Comores                                | 3 - 0                                  | Qualification CAN 2019                 | Entre en jeu à la place de Joel Tagueu à la 75e minute de jeu.              |
| 28.                                    | 14 juin 2019                           | Al-Janoub Stadium, Al Wakrah, Qatar                   | Mali                                   | 1 - 1                                  | Match amical                           | Titulaire.                                                                  |
| 29.                                    | 25 juin 2019                           | Stade d'Ismaïlia, Ismaïlia, Égypte                    | Guinée-Bissau                          | 2 - 0                                  | CAN 2019                               | Entre en jeu à la place de Karl Toko-Ekambi à la 68e minute de jeu.         |
| 30.                                    | 29 juin 2019                           | Stade d'Ismaïlia, Ismaïlia, Égypte                    | Ghana                                  | 0 - 0                                  | CAN 2019                               | Titulaire.                                                                  |
| 31.                                    | 2 juillet 2019                         | Stade d'Ismaïlia, Ismaïlia, Égypte                    | Bénin                                  | 0 - 0                                  | CAN 2019                               | Entre en jeu à la place de Collins Fai à la 46e minute de jeu.              |
| 32.                                    | 6 juillet 2019                         | Stade d'Alexandrie, Alexandrie, Égypte                | Nigeria                                | 3 - 2                                  | CAN 2019                               | Titulaire et remplacé par Karl Toko-Ekambi à la 70e minute de jeu.          |
| 33.                                    | 12 novembre 2020                       | Stade de la Réunification, Douala, Cameroun           | Mozambique                             | 4 - 1                                  | Qualification CAN 2021                 | Entre en jeu à la place de Christian Bassogog à la 64e minute de jeu.       |
| 34.                                    | 16 novembre 2020                       | Stade national de Maputo, Maputo, Mozambique          | Mozambique                             | 0 - 2                                  | Qualification CAN 2021                 | Titulaire et remplacé par Serge Tabekou à la 61e minute de jeu.             |
| 35.                                    | 26 mars 2021                           | Estádio Nacional de Cabo Verde, Praia, Cap-Vert       | Cap-Vert                               | 3 - 1                                  | Qualification CAN 2021                 | Entre en jeu à la place de Serge Tabekou à la 64e minute de jeu.            |
| 36.                                    | 30 mars 2021                           | Complexe multisports de Japoma, Douala, Cameroun      | Rwanda                                 | 0 - 0                                  | Qualification CAN 2021                 | Titulaire et remplacé par Martin Ako à la 66e minute de jeu.                |

### Buts internationaux
| Buts internationaux de Clinton Njie | Buts internationaux de Clinton Njie | Buts internationaux de Clinton Njie               | Buts internationaux de Clinton Njie | Buts internationaux de Clinton Njie | Buts internationaux de Clinton Njie | Buts internationaux de Clinton Njie | Buts internationaux de Clinton Njie |
|                                     | Date                                | Lieu                                              | Adversaire                          | Score                               | Résultat                            | Compétition                         |                                     |
| ----------------------------------- | ----------------------------------- | ------------------------------------------------- | ----------------------------------- | ----------------------------------- | ----------------------------------- | ----------------------------------- | ----------------------------------- |
| 1.                                  | 6 septembre 2014                    | Stade Tout Puissant Mazembe, Lubumbashi, RD Congo | RD Congo                            | 0-1                                 | 0 - 2                               | Qualification CAN 2015              |                                     |
| 2.                                  | 10 septembre 2014                   | Stade Ahmadou-Ahidjo, Yaoundé, Cameroun           | Côte d'Ivoire                       | 1-0                                 | 4 - 1                               | Qualification CAN 2015              |                                     |
| 3.                                  | 10 septembre 2014                   | Stade Ahmadou-Ahidjo, Yaoundé, Cameroun           | Côte d'Ivoire                       | 4-1                                 | 4 - 1                               | Qualification CAN 2015              |                                     |
| 4.                                  | 30 mars 2015                        | SCG Stadium, Pak Kret, Thaïlande                  | Thaïlande                           | 2-2                                 | 2 - 3                               | Match amical                        |                                     |
| 5.                                  | 6 juin 2015                         | Stade olympique Yves-du-Manoir, Colombes, France  | Burkina Faso                        | 2-2                                 | 2 - 3                               | Match amical                        |                                     |
| 6.                                  | 6 juin 2015                         | Stade olympique Yves-du-Manoir, Colombes, France  | Burkina Faso                        | 2-3                                 | 2 - 3                               | Match amical                        |                                     |
| 7.                                  | 7 octobre 2017                      | Stade Ahmadou-Ahidjo, Yaoundé, Cameroun           | Algérie                             | 1-0                                 | 2 - 0                               | Qualification mondial 2018          |                                     |
| 8.                                  | 23 mars 2019                        | Stade Ahmadou-Ahidjo, Yaoundé, Cameroun           | Comores                             | 3-0                                 | 3 - 0                               | Qualification CAN 2019              |                                     |
| 9.                                  | 6 juillet 2019                      | Stade d'Alexandrie, Alexandrie, Égypte            | Nigeria                             | 1-2                                 | 3 - 2                               | CAN 2019                            |                                     |
| 10.                                 | 12 novembre 2020                    | Stade de la Réunification, Douala, Cameroun       | Mozambique                          | 4-1                                 | 4 - 1                               | Qualification CAN 2021              |                                     |

## Palmarès

### En club
Clinton Njie est finaliste de la Coupe de la Ligue en 2014 et vice-champion de France en 2015 avec l'Olympique lyonnais.
Il est finaliste de la Ligue Europa avec l'Olympique de Marseille en 2018.
Il est finaliste de la Coupe de Russie en 2022 avec le Dynamo Moscou.

### En sélection
Il remporte la Coupe d'Afrique des nations en 2017. Il termine troisième de la Coupe d'Afrique des nations en 2022.